# Противотанковый управляемый реактивный снаряд
Противотанковый управляемый реактивный снаряд (сокр. ПТУРС) — разновидность управляемых реактивных боеприпасов, предназначенная для стрельбы из ствольного артиллерийского и танкового вооружения (пушки или орудия).
Часто ПТУРС отождествляется с противотанковой управляемой ракетой (ПТУР), хотя синонимами два указанных термина не являются. Отличительными критериями для двух указанных понятий являются способ запуска и потребность в отдельной пусковой установке и/или пусковой трубе, — ПТУРС в таковой не нуждается, так как использует канал ствола в качестве направляющей и пусковой трубы, то есть, по всем своим параметрам, кроме управляемости, соответствует определению снаряда. Кроме того, если противотанковые ракеты, особенно ранних моделей или авиационных вариантов, могут иметь фиксированное оперение, то оперение ПТУРС всегда находится в сложенном состоянии до момента вылета его из ствола. В настоящее время, ряд современных российских образцов ПТУРС, запускаемых из танковых пушек, классифицируются как танковые управляемые ракеты (ТУР).

## История

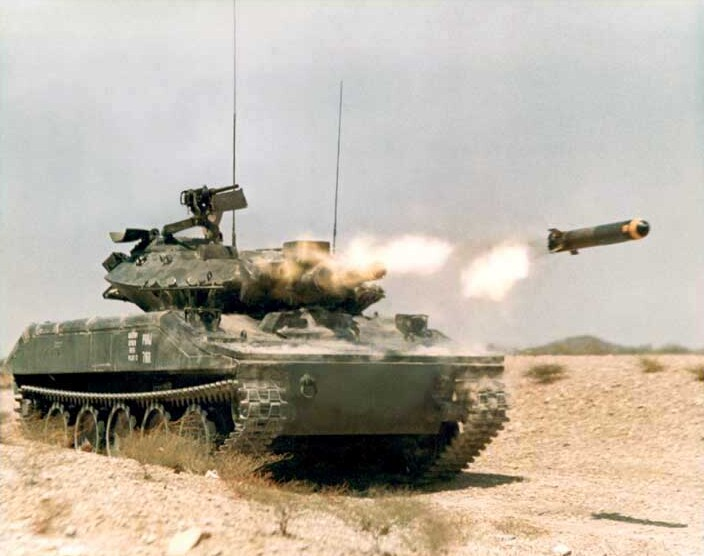
Стрельба ПТУРС «Шиллейла» из пушки танка «Шеридан» на одном из южных полигонов США

Первоначальные разработки в области тактических управляемых ракетных вооружений для применения их непосредственно на поле боя в качестве противотанковых средств, ведшиеся параллельно с развитием бронетанкового вооружения, предусматривали оснащение танков и других тяжёлобронированных боевых машин управляемыми ракетами ствольного пуска, которые по аналогии со стандартными боеприпасами назывались «снарядами».
Долгое время, конструкторы-оружейники, работавшие над созданием образцов противотанкового управляемого оружия для запуска с направляющей, не могли решить ряд проблем, существенно влияющих на его боевую эффективность, а именно:
- Обеспечить ракете высокую начальную скорость и придать необходимое ускорение.
- Застабилизировать ракету на начальном участке траектории полёта.
- Защитить расчёт от разлетающейся обратно реактивной струи без передислокации его в сторону.

Все запускавшиеся не со ствола образцы ракетного вооружения из-за сравнительно малой начальной скорости сразу же начинали «блуждать» в пространстве и создавали опасность для запускающих (что потребовало оснащения расчётов катушками с разматывающимся кабелем для выноса пункта управления на безопасное удаление от огневой позиции, что также сказывалось на качестве управления ракетой, поскольку от оператора, находящегося в стороне, требовалось «поймать» летящую ракету и вывести её на линию визирования цели. Поэтому предполагалось, что для обеспечения гарантированного поражения целей с первого выстрела, данное оружие может быть только в форме снарядов для ствольного запуска и никаким иным. С течением времени и развитием технологий увеличения устойчивости ракеты в полёте, синтезом новых сортов ракетного топлива, включением в конструкцию двигательной установки выбрасывающего двигателя или вышибного заряда с тем, чтобы обезопасить запускающих, эти проблемы были в значительной степени решены, в связи с чем развитие противотанковых средств более не было намертво привязано к артиллерийским системам.
Впоследствии, после начала разработки противотанковых ракетных комплексов более высоких категорий мобильности, легче и компактнее исходных моделей, предназначенных для оснащения ими пехотных подразделений и пригодных для ношения вручную одним или несколькими военнослужащими, к указанной категории отечественных и иностранных вооружений в советской военной печати ещё достаточно длительное время (до конца 1980-х гг. и позже) употреблялась формулировка «ПТУРС», пока её окончательно не вытеснил в обиходе более корректный вариант «ПТУР». Ввиду того, что разработка управляемых ракетных вооружений ствольного пуска с наведением по проводам по целому ряду причин была прекращена как бесперспективная (в первую очередь, ввиду появления и начала практического применения технологий, обеспечивающих необходимую начальную скорость и стабилизацию ракеты в полёте без предварительного разгона в канале ствола, а также по той причине, что внешнерасположенные или приводящиеся в боевое положение при помощи выдвижных устройств пусковые установки противотанковых управляемых ракет обеспечивали возможность применения в боевой обстановке танковой пушки по её прямому назначению и ракетных вооружений одновременно, что было невозможно при стрельбе ПТУРС, управляемыми по проводам), формулировка пережила определяемое ею понятие на несколько десятилетий.

## Преимущества и недостатки

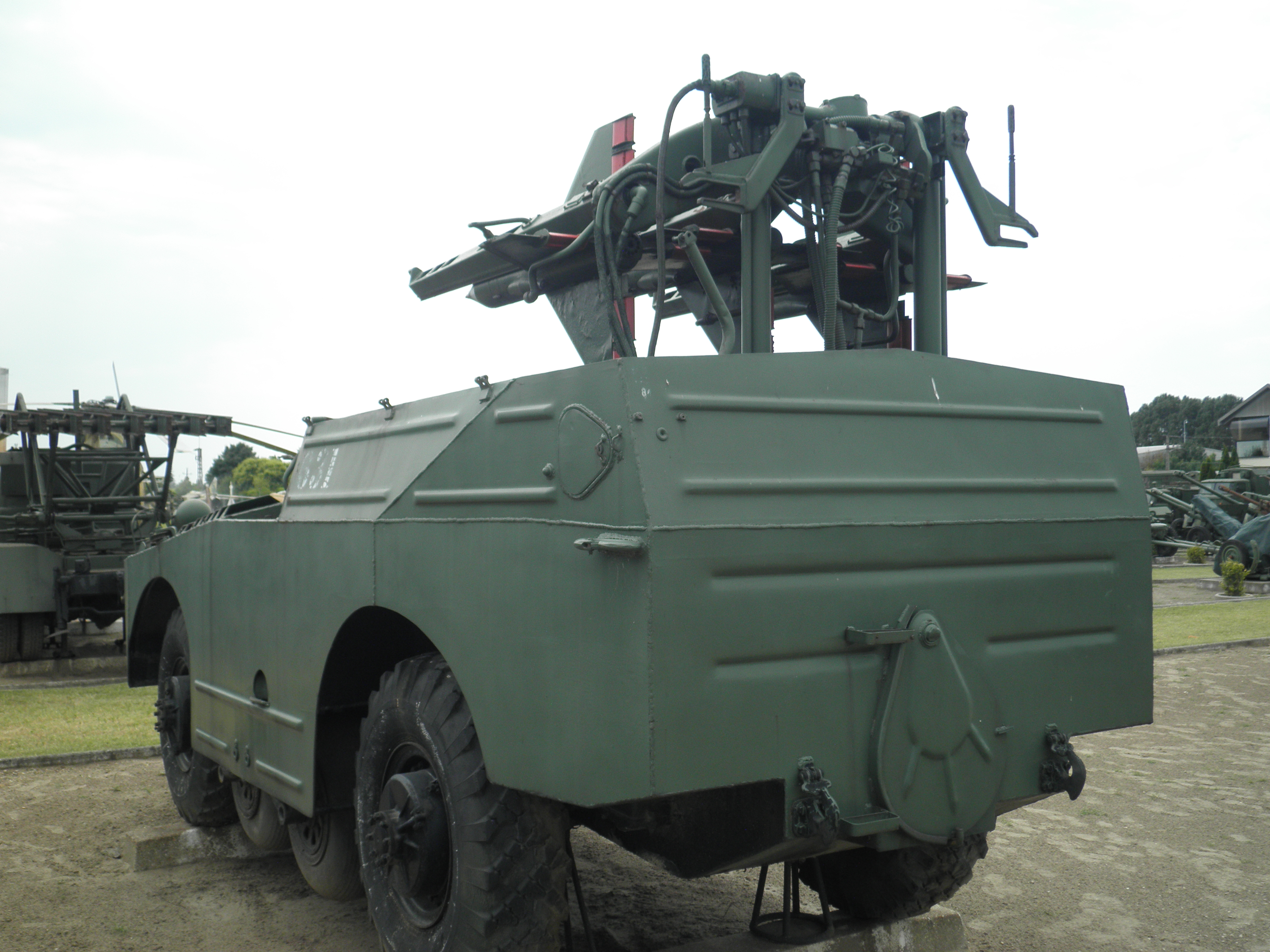
Пусковые установки первых противотанковых ракет были крупногабаритными и весьма уязвимыми, требовали для себя специальных машин-носителей, что ставило вопрос об их необходимости как таковых

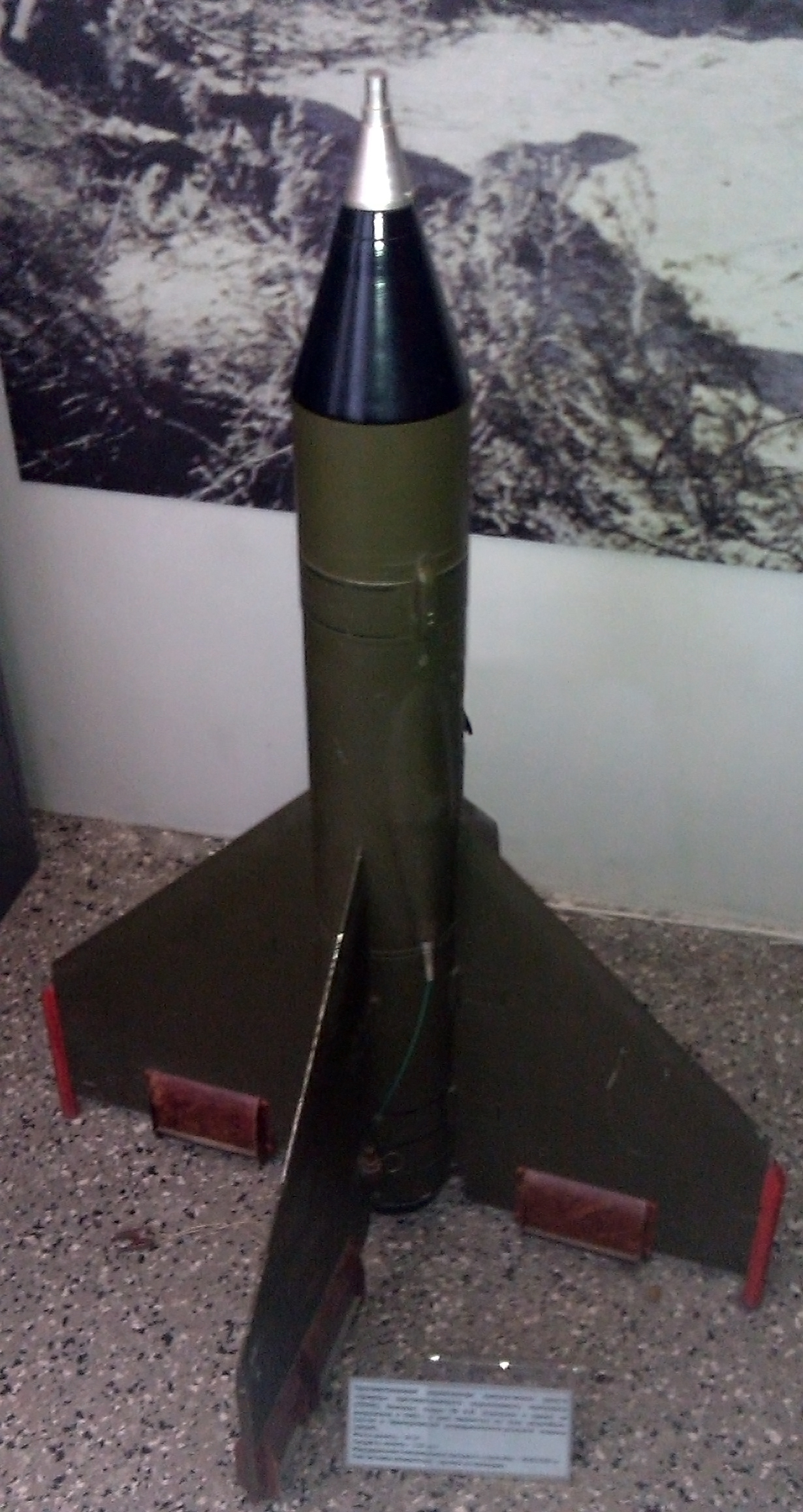
3М6 или «Шмель», классифицировалась как ПТУРС, в экспозиции Центрального музея Вооружённых Сил, город Москва.

Практическая целесообразность разработки ПТУРС ствольного пуска на начальном этапе развития ракетного вооружения (в пору управления ракетой по проводам) диктовалась следующими обстоятельствами, связанными с применением обыкновенных управляемых ракет, не обеспечивавших требований вооружённых сил:
- Универсальность — относительно большая боевая масса, требующая монтажа пусковой установки на транспортное средство-носитель и, как следствие, потребность в унификации нового типа боеприпасов под уже имеющееся танковое вооружение, что позволило бы без лишних технологических операций переоборудовать под применение ракетного вооружения уже имеющийся парк бронетехники, без создания специальных машин;
- Простота эксплуатационная — исключение лишних звеньев в системе взаимодействия «оператор—оружие» существенно упрощало эксплуатацию и боевое применение ракетного вооружения, одновременно с чем упрощалась подготовка операторов ракетного вооружения, что делало возможным включить её в программы подготовки операторов-наводчиков танков и боевых машин, кроме того, пусковое устройство интегрированное в систему бортового вооружения танка, ремонтировалось и обслуживалось специалистами по эксплуатации БТВТ и не требовало привлечения других специальностей (в данном случае, специалистов службы РАВ);
- Простота технологическая — исключение лишних наименований номенклатуры производимой продукции, упрощало взаимодействие предприятий военной промышленности, занятых в обеспечении войск боеприпасами и вооружением;
- Унификация — приведение диаметра снарядов к калибру стандартных танковых пушек упрощало организацию их производства на уже имеющемся промышленном оборудовании;
- Живучесть — высокая вероятность выхода из строя пусковой установки смонтированной снаружи танка в случае обстрела противником или повреждения при преодолении сложнопересечённой местности (густых зарослей, лесных завалов и т. п.) вела к необходимости размещения ракетного вооружения в пределах защищённого бронёй пространства;
- Надёжность — ненадёжность выдвижных устройств при размещении пусковой установки внутри танка для перевозки в походном положении и выдвижения наружу для перевода в боевое положение и обеспечения готовности ракет к пуску (устройство могло заклинить от целого ряда факторов, к которым была безразлична танковая пушка);
- Размер возимого боекомплекта — за счёт исключения из конструкции танка массы пусковой установки и объёма занимаемого ею пространства, высвобожденное полезное пространство можно было использовать для перевозки другой полезной нагрузки и увеличения боекомплекта ракет;
- Экономия рабочего пространства — размещение пусковой установки внутри танка отразилась бы не только на сокращении возимого боекомплекта, но и ограничило свободу перемещения экипажа внутри танка, сократив объём рабочего пространства и заставив членов экипажа работать в крайне стеснённых условиях;
- Эффективность стрельбы — низкая точность вообще и при стрельбе по движущимся целям в частности, обусловленная пространственным отклонением ракеты от цели и недостаточной скоростью полёта ракеты, что могло быть компенсировано разгоном до необходимой начальной скорости и придания устойчивости ракете в канале ствола;
- Ограниченность сектора обстрела — наличие обширной области необстреливаемого пространства, обусловленная необходимостью существенного корректирования исходной траектории полёта ракеты оператором в первые секунды после пуска в силу высокого коэффициента пространственного отклонения уже при старте;
- Продолжительность цикла стрельбы — малая скорость полёта ракеты и, как следствие, большое полётное время, превращающие её оператора в потенциальную мишень для ответного огня;
- Фактор внезапности — визуальное обнаружение медленно летящей ракеты в полёте или засечение её при помощи радиолокационных средств исключало совсем или крайне минимизировало фактор внезапности обстрела для противника;
- Время реакции противника на обстрел — малая скорость полёта ракеты давала противнику возможность не только своевременно обнаружить выпущенную или подлетающую ракету, но и принять меры по уходу из сектора обстрела или принятию контрмер, в связи с чем было необходимо ускорить полёт ракеты к цели;
- Устойчивость к контрмерам — низкая устойчивость открыто перевозимых ракетных комплексов к мерам активного противодействия со стороны противника, включая стрелковое оружие и осколочно-фугасные боеприпасы, оператор танкового вооружения был защищён бронёй машины.

## Конструкция
В большинстве своём, ПТУРС скомпонованы по нормальной аэродинамической схеме, иногда с передним расположением рулевых поверхностей, реже по бесхвостой схеме. 

## Комментарии
1. ↑  В советской литературе до 1970-х — 1980-х годов эти два термина иногда использовались в одинаковом значении, см., например, «Современные средства борьбы с танками» и статью «Артиллерия» в Большой советской энциклопедии 3-го издания[1][2][3][4].